# Entrenamiento fisicoatlético
El Entrenamiento atlético ha sido reconocido por la American Medical Association (AMA) como una profesión aliada en el cuidado de la salud desde junio de 1991. 

Definido por el equipo de implementación estratégica nacional de la asociación de entrenadores de atletismo (NATA) en agosto de 2007. 
"El entrenamiento atlético es impartido por entrenadores, ellos son profesionales en el cuidado de la salud quienes colaboran con médicos para optimizarla actividad física y participación en la misma de los pacientes y clientes. El entrenamiento atlético abarca 
los campos de prevención y diagnóstico, intervenciones de emergencia, condiciones médicas agudas y crónicas que implican deterioro en la salud de los pacientes, además de limitaciones y discapacidades funcionales de los mismos." 
El entrenamiento atlético domina las siguientes cinco áreas:
- Prevención de la enfermedad y lesiones; protección de la salud
- Evaluación y diagnóstico clínico
- Cuidado inmediato en emergencias
- Rehabilitación y tratamiento
- Organización y profesionalismo en la salud y bienestar

Un entrenador funciona como un miembro integral en el equipo médico de clínicas, escuelas secundarias, universidades, programas deportivos profesionales, entre otros centros de cuidado de la salud.

## Historia
El entrenamiento atlético en los Estados Unidos comenzó cuando la universidad de Harvard contrató a James Robinson en octubre de 1881 para hacerse cargo del entrenamiento y acondicionamiento de su equipo de fútbol. En ese entonces, el término "entrenador atlético" se utilizaba para referirse a las personas dedicadas a entrenar atletas que corrían en pista o campo. Robinson había trabajado con los atletas antes mencionados, por lo que el término "entrenador atlético" comenzó a utilizarse de igual manera con los entrenadores de fútbol y más adelante se extendió a los entrenadores de otros atletas. Dichos entrenadores comenzaron a tratar lesiones (rehabilitación) con el fin de mantener la participación de los atletas. El primer texto verdaderamente influyente sobre entrenamiento atlético y cuidado de lesiones fue escrito en 1917 por Samuel E. Bilik, dicho texto tenía por nombre: Entrenamiento atlético (más adelante, el nombre se transformó en la biblia del entrenador).  Los primeros entrenadores;" no tenían conocimiento técnico, sus técnicas de entrenamiento usualmente consistían en un masaje, la aplicación de algún contra irritante y ocasionalmente la prescripción de remedios caseros y cataplasmas". En 1918, Chuck Cramer comenzó la compañía de químicos Cramer (ahora llamada productos Cramer), la compañía producía una línea de productos utilizados por los entrenadores. En 1932 Cramer comenzó igualmente a publicar un boletín informativo titulado "The First Aider".
En 1938 se fundó una organización llamada "the National Athletic Trainers' Association (NATA)", la cual dejó de funcionar en 1944. En 1950 se fundó otra NATA la cual aún está en funcionamiento. En 1959 se aprobó el primer currículum de entrenamiento atlético, desde entonces la cantidad de programas de entrenamiento atlético comenzó a crecer a través de los colegios y universidades en los Estados Unidos. En sus inicios, el enfoque primario de esta especialidad se enfocaba en preparar a los alumnos para enseñar en las secundarias, haciendo énfasis en la salud y educación física. Este programa fue introducido primeramente en un nivel de pregrado a partir de 1969 en las universidades de Mankato, Indiana, la "Lamar University" y la Universidad de Nuevo México.
El entrenamiento atlético ha evolucionado a lo largo de los años para ser definido como "profesionales del cuidado de la salud especializados en prevenir, reconocer, manejar y rehabilitar lesiones". Durante los años 70, el comité de educación profesional de la NATA formó una lista de objetivos para definir el estudio de entrenamiento atlético como un curso principal de estudios, eliminando así su estatus de credencial de enseñanza de nivel secundario. Para junio de 1982, ya había nueve programas educativos aprobados por la NATA para graduarse en entrenamiento atlético. El primero de julio de 1986, este trabajo se utilizó como medio para implementar el entrenamiento atlético como un curso principal en al menos 10 colegios y universidades, así como comenzar el proceso anterior en algunas otras instituciones.
Una vez reconocido el entrenamiento atlético como un aliado profesional en la salud, comenzó el proceso de acreditar los programas. El comité de educación profesional de la NATA (PEC) fue el primero en ejercer el rol de aprobar dichos programas educacionales para el entrenamiento atlético. Al comité de AMA para la educación aliada en la salud y acreditación (CAHEA) se le delegó la responsabilidad en 1993 de desarrollar los requerimientos para los programas básicos de entrenadores. En esta época, todos los programas tenían que atravesar el proceso de acreditación de la CAHEA. Un año después, la CAHEA dejó de funcionar para ser destituida por la institución llamada "Comisión de acreditación de programas de educación relacionados con la salud (CAAHEP)", quien comenzó a llevar a cabo los procesos de acreditación. En el 2003 el "Comité de revisión conjunta sobre el entrenamiento atlético (JRC-AT)" tomó por completo el proceso de acreditación y luego se tornó una agencia de acreditación independiente como otras profesiones aliadas a la salud que hicieron anteriormente. Tres años más tarde la JRC-AT se convirtió oficialmente en el comité para la acreditación educacional del entrenamiento atlético (CAATE),  quien es el encargado oficial de acreditar todos los programas de entrenamiento atlético en los Estados Unidos. En 1969 la NATA produjo el NATABOC con el fin de implementar un proceso de certificación para la profesión de entrenadores atléticos a nivel básico. En 1989 se convirtió en una corporación independiente y cambió su nombre a "the Board of Certification" (BOC).

## Roles y responsabilidades

### Alcance
La Board of Certification (Certificación de la Junta) funciona como el cuerpo nacional de certificación para el entrenamiento atlético, y sus prácticas estándar marcan la pauta en el rol y responsabilidades de entrenadores certificados. Dichas prácticas estándar incluyen expectativas prácticas tales como, "El entrenador debe asegurar que el servicio o tratamiento se den bajo la supervisión de un médico". Sin excepciones, los ajustes, limitaciones y restricciones de lo que un entrenador puede hacer y a quien pueda tratar están, en su mayor parte, determinados por estatus regulativos que rigen la práctica profesional en estados individuales.

### Referentes
“En ciertas situaciones, un individuo puede requerir tratamiento o consulta de un médico y/o un no médico (aparte del entrenador)". Es la responsabilidad del entrenador el entender los límites de su ámbito de actividad y reconocer situaciones en las que es necesaria una remisión". "Se podrá hacer uso de servicios de salud como apoyo, incluyendo servicios escolares de salud, enfermeras, médicos, dentistas, podólogos, asistentes de médicos, fisioterapeutas, especialistas en fuerza y condición, fisiólogos del ejercicio, nutricionistas, psicólogos, masajistas terapéuticos, terapias ocupacionales, técnicos de emergencia médica, paramédicos, quiroprácticos, ortopedistas, protesistas, equipo personal, árbitros o trabajadores sociales".

### NATA código de ética
“El código de ética de "The National Athletic Trainers’" establece los principales comportamientos éticos que deben ser seguidos durante la práctica del entrenamiento atlético. Su objetivo es establecer y mantener los altos estándares y profesionalismo para ejercer la profesión de entrenamiento atlético".

## Campo de trabajo
- Clínica
- Hospitales
- Industrial/Ocupacional
- Corporativa
- Colegios/Universidades
- Escuelas Secundarias
- Deportes profesionales
- Deportes amateur/recreación/deportes para la juventud
- Artes escénicas
- Militar/Cumplimiento de la ley/Gobierno
- Salud/fitness/ deporte/clínicas de mejora del rendimiento/clubes
- Contratista independiente

## Educación

### Descripción del curso
Todos los cursos pueden tener requisitos previos a cumplir antes de comenzar el trabajo del curso. Cabe mencionar, que estos prerrequisitos y contenidos del curso pueden variar de acuerdo a la institución y al profesor. Los cursos citados a continuación son los que se toman comúnmente para incrementar el conocimiento relacionado con el entrenamiento atlético. 
- Humana fisiología- Este curso está diseñado para proveer al estudiante con la comprensión del funcionamiento y regulación del cuerpo humano, así como la integración fisiológica de los sistemas para mantener la hemostasis.
- Humana Anatomía- En este curso se estudiará la estructura anatómica del cuerpo. Incluyendo el sistema muscular, órganos, aparato respiratorio, anatomía ósea, venas y arterias. Ese curso ayudará a aprender todos los componentes del cuerpo y casi siempre es complementado con prácticas de laboratorio para reforzar lo aprendido.
- Fisiología deportiva- este curso investiga las respuestas agudas y adaptaciones crónicas de las funciones fisiológicas ante un amplio rango de actividad física en ciertas condiciones, el curso cubre a personas de todas las edades y habilidades.
- Kinesiología - Estudia la estructura muscular y la anatomía músculo esquelética aplicada al movimiento humano y habilidades para el deporte de los individuos. El curso se enfoca en los músculos, orígenes, inserciones, y acciones.
- Nutrición- El curso básicamente enfatiza los principios y definiciones básicos de nutrición, así como su aplicación a la salud del individuo y la relación del cuerpo con la comida para la obtención de energía, regulación, estructura y una salud óptima. También se tocarán temas de discusión entre problemas nutricionales (especialmente enfermedades crónicas) y las diferentes etapas de la vida.
- Modalidades terapéuticas- Este curso se enfoca en los antecedentes de aplicaciones clínicas y modalidades terapéuticas en el entrenamiento atlético. Los alumnos serán capaces de comprender las teorías subyacentes, efectos fisiológicos, indicaciones y contra indicaciones de varias modalidades terapéuticas utilizadas en el tratamiento de lesiones ortopédicas.
- Cuidado Intensivo de lesiones y enfermedades- Este curso se enfoca en las técnicas de emergencia implementadas comúnmente cuando se trata con un trauma o enfermedad sufrido durante una participación deportiva. La evaluación en el campo de las urgencias médicas será incluida, por ejemplo, como manejar un choque, contusión, una lesión espinal o una cesión de respiración o de circulación en un atleta. Los estudiantes revisarán políticas y declaraciones emitidas por la NATA (por sus siglas en inglés: "National Athletic Trainers' Association"), NCAA, ACSM(por sus siglas en inglés: "American College of Sports Medicine"), AAP (por sus siglas en inglés: "Association of American Physicians"), y la AMA (por sus siglas en inglés: "American Medical Association") con respecto a la prevención, evaluación y manejo de lesiones y enfermedades en los atletas.
- Examen físico de las extremidades inferiores-Es un estudio intenso y profundo de las extremidades inferiores. El curso incluye cómo hacer un examen físico, reconocimiento de lesiones, tratamiento y cuidado. Las sesiones en laboratorio tienen como fin hacer énfasis en métodos y técnicas para evaluar lesiones y condiciones de las extremidades inferiores.[12]

### Programas de entrenamiento atlético
El sitio web de la Comisión de Acreditación de Educación de Entrenamiento Atlético (CAATE) provee una lista de todos los "Programas de entrenamiento atlético" accredited undergraduate programs en los Estados Unidos. En él se encuentran los nombres de universidades, contactos y enlaces a los sitios universitarios. Un "Undergraduate Athletic Training degree" solo se puede obtener de una escuela acreditada para entrenamiento atlético.

### Programas de entrada nivel maestría
A pesar de que la mayoría de entrenadores atléticos recibieron un grado de licenciatura en entrenamiento atlético antes de tomar el examen de certificación de la junta (BOC), esta no es la única forma de recibir una educación en entrenamiento atlético. El "programa de entrada nivel maestría" es un programa de dos años que cubre el mismo material que una licenciatura en entrenamiento atlético. Algunas clases comunes obligatorias son la de anatomía humana, fisiología humana, kinesiología, biomecánica, fisiología del ejercicio, la nutrición y la salud personal, junto con un cierto número de horas de observación efectuada bajo la supervisión de un entrenador atlético certificado (ATC). Los prerrequisitos pueden variar de acuerdo a la institución, es por eso que hay que averiguar cuáles son los prerrequisitos exactos de la institución de interés. Existen 26 programas de maestría acreditados en los Estados Unidos. Debajo se encuentran las ligas a las páginas oficiales de estas instituciones.

### La escuela de posgrado en el entrenamiento atlético y campos relacionados
Existen aproximadamente 15 programas de maestría en entrenamiento atlético.  Estos programas consisten en estudiantes que ya están certificados como entrenadores que quieren ampliar sus estudios académicos y experiencia clínica. Estos son programas de dos años que culminan en una maestría en ciencias (M.S.) en entrenamiento atlético. Los programas de entrenamiento atlético no siempre se enfocan en este campo, sino en otras áreas relacionadas. Algunas de estas áreas pueden incluir (aunque no se limitan) lo que es la kinesiología, biomecánica, dirección deportiva, fisiología deportiva, divulgación de la salud, etc. Estos programas duran igualmente dos años. Al estar involucrado en estos programas, el entrenador puede ganar experiencia clínica y recibir dinero al obtener su "asistente graduado".

### Enlaces a escuelas
- Entry Level Masters Programs in the U.S.A (enlace roto disponible en Internet Archive; véase el historial, la primera versión y la última)..[17]
- Post-professional Programs in Athletic Training[18]

### Posición de asistente graduado
Una posición de asistente graduado, es una posición en la cual se le da un estudiante graduado de entrenador atlético, es la oportunidad de trabajar como asistente de otro entrenador atlético mientras toma sus últimos cursos (candidato a graduar). Dicho estudiante es responsable de cubrir médicamente a equipos selectos de la institución donde trabajan. Las responsabilidades pueden variar, sin embargo incluyen la administración de la cobertura médica diaria para los equipos deportivos intercolegiales seleccionados (prácticas/ eventos); viajar con el equipo asignado, evaluación y documentación de las lesiones de los atletas, responsabilidades administrativas, servir como instructor clínico aprobado (ACI) o instructor clínico (CI) en un ATEP acreditado por la CAATE y otras obligaciones asignadas por el entrenador atlético responsable del equipo. Otras responsabilidades pueden incluir trabajar en las escuelas, clínicas, ser maestro o realizar investigaciones. La posición se ejerce generalmente durante diez meses, sin embargo, estas posiciones son renovables después del primer año y pueden incluir trabajo de verano adicional. Visita "Centro de Carreras de la Asociación Nacional de Entrenadores Atléticos" para ofertas de trabajo.

### Programas acreditados
Los programas de entrenamiento atlético son evaluados por la CAATE, con el fin de asegurar que éstos siguieran los estándares de los "Programas atléticos del entrenamiento de nivel de entrada". Las evaluaciones se llevan a cabo cada 3-7 años, esto dependiendo de los resultados obtenidos anteriormente. El completar exitosamente la acreditación del programa educativo del CAATE es además un criterio que determina si un candidato es o no elegible para un examen por parte de la junta de certificación (BOC).

## Organizaciones
La Asociación Nacional de Entrenadores Atléticos (NATA)" es la asociación por excelencia para entrenadores atléticos certificados y otros que apoyan esta profesión. Fue fundada en 1950, actualmente la NATA ha tenido un crecimiento a nivel mundial de más de 35,000 miembros. La mayoría de los entrenadores certificados se unieron a la NATA para apoyar su profesión, y para recibir una amplia gama de beneficios por ser miembros.Gracias a la unión de fuerzas entre entrenadores, estos han logrado más para su profesión que si hubieran actuado individualmente".
Antes de la formación de la NATA, los entrenadores atléticos tenían puestos inestables en el programa atlético. Desde entonces, como resultado directo de los estándares y ética establecidos por la NATA, ha habido considerables avances profesionales. Cada año, la NATA trabaja a favor de todos los entrenadores para mejorar el cuidado de la salud tanto para el entrenador como para los que reciben los cuidados de los mismos.
La NATA es la organización profesional para los entrenadores atléticos de la nación. Cada región de los Estados Unidos tiene su propio distrito dirigido por la Nata, sin embargo, cada una de estas áreas poseen su propia agenda y directivos. De igual manera, cada distrito tiene un director que es miembro de la junta directiva de la NATA.
Hay 10 distritos.
Cada estado tiene su propia asociación de entrenamiento atlético que actúa de forma similar a las asociaciones distritales, puesto que poseen su propia junta directiva. Las asociaciones del estado responden a las asociaciones distritales y a la Nata . Enlaces a las asociaciones estatales se pueden encontrar a través de los sitios web.

## Temas de actualidad
Debido al esfuerzo físico que requiere el ejercicio y la campaña para una buena salud, hay cuestiones que se convierten en temas de actualidad en los medios de comunicación. Los entrenadores tienen que estar continuamente al tanto de los cambios en las leyes, declaraciones de posición de la Asociación Atlética Nacional de Entrenadores, y las políticas institucionales.
Temas de actualidad de interés:
- NATA Press Room
- (enlace roto disponible en Internet Archive; véase el [//web.archive.org/web/*/http://www.nata.org/statements%7Cpublisher%3DNATA historial, la primera versión y la última).[26]
- Youth Sports Legislation
- Guidelines in Prevention of Chronic Overuse Injury in Pediatric Patients
- Athletic Trainers as Physician Extenders[27]
- Education on Public Safety in the Workplace
- Certified Athletic Trainer as a partner in the Athletic Department[28]